# 秋田総合生活文化会館・美術館
秋田総合生活文化会館・美術館（あきたせいかつぶんかかいかん・びじゅつかん）は、秋田県秋田市中通二丁目にある、文化施設とテナント部分が合築された複合施設である。愛称は「アトリオン」。管理は大星ビル管理。また4階音楽ホール、2階美術展示ホール等は厚生ビル管理が指定管理者を受託する。

## 概要

### 事業コンペ
1982年（昭和57年）に秋田県は老朽化が著しかった「秋田県婦人会館」と「秋田県生活センター」の改築について検討を始め、1984年（昭和59年）には秋田市中通の県有地を新施設の建設予定地として定めた。だが、翌年に建設予定地の隣接した土地に秋田市が美術館を設置することを決めたため、県と市は協議の上で所有地の一体的利用の方針を定めた。
新施設は整備手法として東北初の試みとして、事業コンペティション方式を取り入れることが決定。1987年（昭和62年）1月には、3グループの応募の中から日本生命・フジタ・鹿島企業連合の事業案が採択され、同年11月6日に建設が着工、1989年（平成元年）11月18日にオープンした。総事業費は114億円。

### フロアとテナント
「秋田総合生活文化会館」・「美術館」は地下3階・地上12階で高層と低層部分に分かれ、地下1階から地上5階までが主に文化施設、6階から11階までが企業オフィス、12階が展望施設として利用されている。地下1階の広場から中央部分は上まで吹き抜けであるほか、4階の音楽ホールには1億2千万円を費やしパイプ・オルガンが設置された。このほか2階には「秋田市立千秋美術館」が入る。
2013年（平成25年）度には日本生命から秋田県、秋田市への申し入れに基づき、日生系の大星ビル管理に建物の管理を委託するほうが経費を節約でき、またアトリオンの活性化にもつながるとして、日本生命、秋田県、秋田市などが資本金2000万円で設立した管理運営にあたる秋田アトリオンビルの解散を決議している。
2階の秋田市立千秋美術館は大規模改修のため、2022年6月13日から休館していたが、2024年6月29日にリニューアルオープンするとともに秋田蘭画の常設展示をスタートした。

## 各フロア

### 地下1階
- 赤十字アトリオン献血ルーム
- 秋田県物産振興会（お土産店）：秋田県収入証紙売捌所
- イベント広場・多目的ホール
- 東方交易（書道用品店）
- ロイヤルミンク田中（毛皮専門店）

### 1階
- リーガルシューズ秋田店（靴）
- エイチ・アイ・エス秋田アトリオン営業所（旅行会社）
- 詩仙堂ギャラリー秋田店（婦人服）

### 2階
- 秋田市立千秋美術館

### 3階
- アトリオン研修室・展示室
- 秋田市立千秋美術館 事務室
- ハローワークプラザアトリオン、あきたパートバンク、ハローワーク情報プラザ秋田（求人） 、秋田高齢期雇用就業支援コーナー
- 三幸福祉カレッジ
- カフェレストラン花鶏―あとり―（飲食店）

### 4階
- アトリオン音楽ホール（コンサート会場）
  - パイプ・オルガン - ケルン社製。ストップ数54、パイプ本数3,072本。
  - 秋田杉を張り巡らせたホール設計となっている[6]。
  - ミニホール
  - 音楽練習室

### 5階
- （財）秋田県建築住宅センター
- 大同生命保険秋田支社
- 大星ビル管理株式会社東北支店秋田事業所

### 6階
- 秋田県中央男女共同参画センター／ハーモニープラザ
- 財団法人 秋田県婦人会館 プラツL
- 秋田県地域婦人団体連絡協議会
- こどもサロン

### 7階
- 秋田県生活センター
- 秋田県中央男女共同参画センター

### 8階 - 11階
- 企業オフィス

### 10階
- 七十七銀行秋田支店

### 12階
- 展望サロン
- 札幌かに本家秋田店（かに・飲食店）